# جون تشاد
جون تشاد هو لاعب هوكي الجليد كندي، ولد في 16 سبتمبر 1919، وتوفي في 11 أكتوبر 1970.

## وصلات خارجية
- جون تشاد على موقع دوري الهوكي الوطني (الإنجليزية)
- جون تشاد على موقع EliteProspects.com (الإنجليزية)
- جون تشاد على موقع HockeyDB.com (الإنجليزية)
- جون تشاد على موقع Hockey-Reference.com (الإنجليزية)